# Utskrivningsnämnd
Utskrivningsnämnd var i Sverige åren 1967–1991 en instans, en i varje län, där beslut om psykiatrisk tvångsvård kunde överklagas.